# Маменькин сынок
Маменькин сынок (англ. The Mudge Boy) — американская психологическая драма 2003 года. Фильм снят по заказу кабельного канала Showtime режиссёром Майклом Бёрком. В основе фильма лежит зарисовка этого же режиссёра «Fishbelly White» из серии «Boys Life 5». Премьерный показ фильма произошёл на кинофестивале «Сандэнс» 17 января 2003 года.

## Сюжет
Главный герой фильма, Дункан Мадж (Эмиль Хирш) — замкнутый 14-летний мальчик, живущий на глухой ферме с отцом. Фильм начинается со смерти его матери, и это потрясение Дункан пытается преодолеть на протяжении всего фильма. Общение с отцом у него не клеится, и единственным другом мальчика становится ручная курочка, оставшаяся от матери, которую он всюду за собой таскает. Дункан временами надевает одежду своей умершей матери, копирует её речь и жесты. Из-за этого и из-за его замкнутости, сверстники нередко смеются и издеваются над Дунканом. Однако с одним из ребят, Перри (Том Гайри), у него складываются доверительные отношения, переросшие в нечто большее, чем дружба. Это стало очевидно после того, как Дункан, надевший платье своей матери, подвергся со стороны Перри сексуальному насилию. Гомофобные стереотипы и риск осуждения со стороны сверстников не позволяют Перри принять свои чувства, поэтому он продолжает вместе со всеми смеяться над Дунканом. Дункан, доведённый издёвками до отчаяния, на виду у насмешников откусывает голову у своей курочки, основного объекта насмешек. Перри остаётся в замешательстве. Фильм заканчивается кадром, где рыдающего Дункана, держащего в руках мёртвую курочку, обнимает отец.

## В главных ролях
- Эмиль Хирш — Дункан Мадж
- Том Гайри — Перри Фоли
- Ричард Дженкинс — Эдгар Мадж
- Пабло Шрайбер — Брент
- Захари Найтон — Тревис
- Сэм Ллойд — Рэй Блоджет

## Награды
Фильм был номинирован на GLAAD Media Awards и гран-при жюри на кинофестивале «Сандэнс», а также получил главную награду жюри на кинофестивале Аутфест в Лос-Анджелесе.